# Autographa sevastina
Autographa sevastina är en fjärilsart som beskrevs av Freyer 1845. Autographa sevastina ingår i släktet Autographa och familjen nattflyn. Inga underarter finns listade i Catalogue of Life.